# Alboránské moře

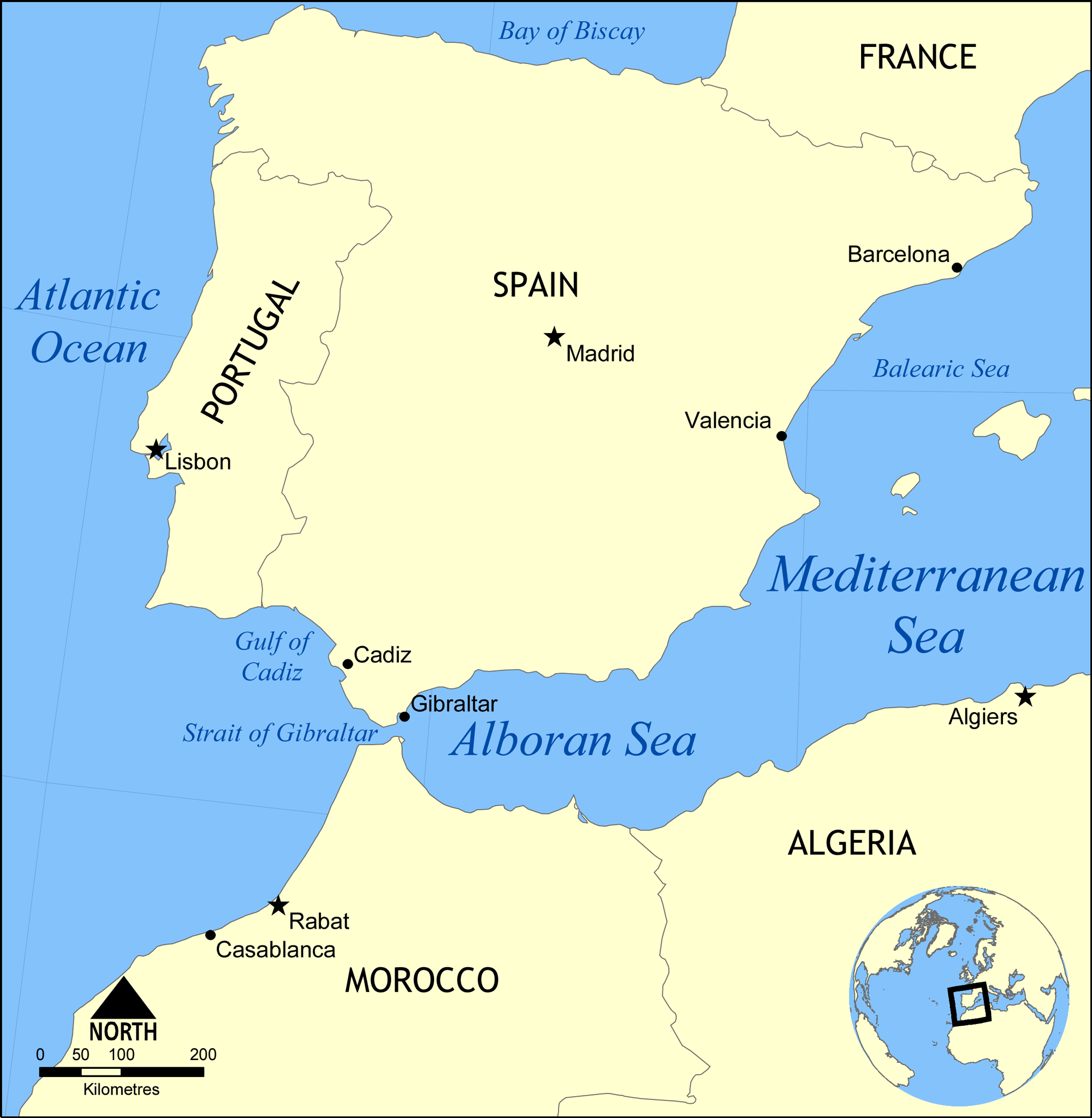
Alboránské moře vyznačeno na mapce nápisem Alboran Sea

Alboránské moře (španělsky Mar de Alborán) je moře tvořící nejzápadnější část Středozemního moře.
Na západě končí Alboránské moře u Gibraltaru na východním konci Gibraltarského průlivu, kterým je propojeno s Atlantským oceánem. Na severu je ohraničeno španělským pobřežím Pyrenejského poloostrova, jeho jižní africký břeh patří z části Maroku a z části Alžírsku. Východní hranice je Mezinárodní hydrografickou organizací definována jako spojnice mysu de Gata (36°47′ s. š., 2°6′ z. d.) ve Španělsku a mysu Fegalo v Africe (35°36′ s. š., 1°12′ z. d.).
Povrchové proudy v Alboránském moři tečou východním směrem z Atlantského oceánu do Středozemního moře, zatímco hlubinné proudy tečou v protisměru. Fauna je směsicí středomořských a atlantských druhů. Je zde mnoho delfínů skákavých, žije zde poslední zbytek středomořských sviňuch obecných a také je zde nejvýznamnější evropské středisko karet obecných.
Jsou zde také zastoupeny pro rybolov významné sardinky a mečouni.
K významnějším ostrovům patří španělský ostrov Alborán.